# ساندرو كويلو
ساندرو كويلو (بالبرتغالية: Sandro Coelho‏) هو مدرب كرة قدم ولاعب كرة قدم برازيلي، ولد في 27 يونيو 1976 في ريو دي جانيرو في البرازيل. لعب مع أورورو رويال وذي سترونغيست ونادي أمريكا ونادي باهيا ونادي سان خوسيه.

## وصلات خارجية
- ساندرو كويلو على موقع إي إس بي إن إف سي (الإنجليزية)